# Streik.TV
STREIK.TV war eine online-TV Sendung für gewerkschaftsrelevante Themen. Die Sendung wurde im Auftrag der Dienstleistungsgewerkschaft ver.di von 2008 bis 2011 von PLATOON.cultural development in Berlin produziert und zum 31. August 2011 eingestellt. Seit September 2011 produziert ver.di mit dem ehemaligen Streik.TV-Team aus Journalisten, Kameraleuten und Cuttern Video-Beiträge unter dem Namen ver.di TV. 

## Rezeption
Streik.TV griff das Format eines Politikmagazins auf, indem mit Anmoderationen auf die einzelnen Beiträge verwiesen wurde. In den Beiträgen wurden neben aktuellen Themen historische Ereignisse, Hintergrundgeschichten und Porträts rund um das Thema Gewerkschaftsarbeit und Arbeitskampf aufgegriffen. Ergänzt wurden die Beiträge durch einen Wochenrückblick, in dem gewerkschaftliche Aktivitäten (Streiks, Warnstreiks, Tarifverhandlungen etc.) kurz dargestellt werden. Das Magazin nahm deutlich Stellung im Sinne gewerkschaftlicher Standpunkte und verstand sich als Sprachrohr organisierter Arbeitnehmer.

## Geschichte
Im Winter 2007 beschloss der ver.di-Bundesvorstand eine TV-Sendung zu produzieren, um eine bessere Begleitung des Arbeitskampfes im Jahr 2008 zu gewährleisten. Außerdem sollten dadurch junge Arbeitnehmer und Menschen außerhalb der Gewerkschaften angesprochen werden. Zur Umsetzung von Streik.TV wurden professionelle Fernsehjournalisten engagiert, die unter anderem bei dem Lifestylemagazin „Polylux“ im RBB mitgewirkt hatten. 
Streik.TV startete mit ersten Dreheinsätzen zum Bundesparteitag der CDU in Hannover im Dezember 2007, bei dem die Journalisten CDU-Politiker zum Thema Mindestlohn befragten. Im Januar 2008 nahm Streik.TV seinen Regelbetrieb auf und produzierte bis August 2011 wöchentlich eine Sendung.
Seit September 2011 hat ver.di ein eigenes Videoproduktions-Studio und produziert mit den Profis von Streik.TV gewerkschaftsrelevante Video-Beiträge wie Berichte, Porträts, Hintergründe, Umfragen und Erklärfilme rund um das Thema Arbeit und Gewerkschaft unter dem Namen ver.di TV. Die Beiträge werden auf verdi.de, dem ver.di – YouTube-Kanal und der ver.di Facebookseite ausgespielt.